# Världsmästerskapen i bordtennis 1987
Världsmästerskapen i bordtennis 1987 spelades i New Delhi.

## Resultat

### Lag
| Disciplin            | Guld                                                          | Silver                                                                          | Brons                                                               |
| Herrarnas lagtävling | Kina Chen Longcan Chen Xinhua Jiang Jialiang Teng Yi Wang Hao | Sverige Mikael Appelgren Ulf Carlsson Erik Lindh Jörgen Persson Jan-Ove Waldner | Nordkorea Chu Jong-Chol Hong Chol Hong Sun Kim Song-Hui Li Gun-Sang |
| Damernas lagtävling  | Kina Chen Jing Dai Lili Jiao Zhimin Li Huifen                 | Sydkorea Baek Soon-Ae Hong Soon-Hwa Hyun Jung-Hwa Yang Young-Ja                 | Ungern Csilla Bátorfi Szilvia Kahn Krisztina Nagy Edit Urban        |

### Individuellt
| Disciplin   | Guld                        | Silver                         | Brons                           |
| Herrsingel  | Jiang Jialiang              | Jan-Ove Waldner                | Chen Xinhua                     |
| Herrsingel  | Jiang Jialiang              | Jan-Ove Waldner                | Teng Yi                         |
| Damsingel   | He Zhili                    | Yang Young-Ja                  | Guan Jianhua                    |
| Damsingel   | He Zhili                    | Yang Young-Ja                  | Dai Lili                        |
| Herrdubbel  | Chen Longcan Wei Qingguang  | Ilija Lupulesku Zoran Primorac | Andrzej Grubba Leszek Kucharski |
| Herrdubbel  | Chen Longcan Wei Qingguang  | Ilija Lupulesku Zoran Primorac | Ahn Jae-Hyung Yoo Nam-Kyu       |
| Damdubbel   | Hyun Jung-Hwa Yang Young-Ja | Dai Lili Li Huifen             | He Zhili Jiao Zhimin            |
| Damdubbel   | Hyun Jung-Hwa Yang Young-Ja | Dai Lili Li Huifen             | Cho Jung-Hui Li Bun-Hui         |
| Mixeddubbel | Hui Jun Geng Lijuan         | Jiang Jialiang Jiao Zhimin     | Wang Hao Guan Jianhua           |
| Mixeddubbel | Hui Jun Geng Lijuan         | Jiang Jialiang Jiao Zhimin     | Ahn Jae-Hyung Yang Young-Ja     |

### Fotnoter
1. ↑  ”World Championships Results”. ITTF Museum. Arkiverad från originalet den 11 maj 2012. https://web.archive.org/web/20120511103023/http://www.ittf.com/museum/results/WorldChresults.html. Läst 7 april 2012.
2. ↑  ”ITTF Statistics”. ittf.com. Arkiverad från originalet den 4 mars 2016. https://web.archive.org/web/20160304043439/http://www.ittf.com/ittf_stats/All_events4.asp?Competition_ID=127. Läst 7 april 2012.